# MaK DE 6400

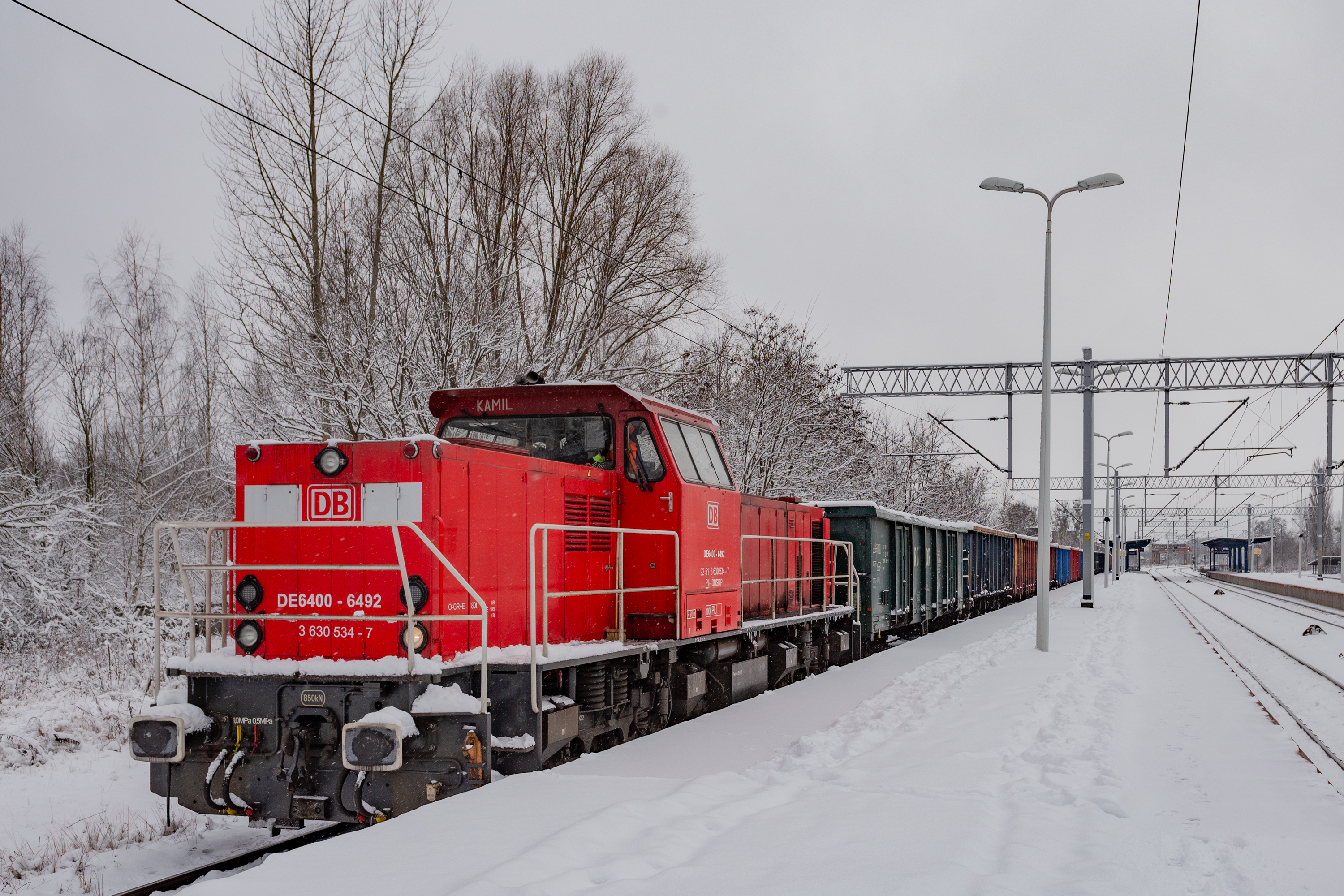
MaK DE 6400-6492 na stacji w Pyskowicach, 2021r.

MaK DE 6400 – normalnotorowa lokomotywa spalinowa towarowa i manewrowa, wyprodukowana w liczbie 120 sztuk w latach 1988–1994 dla kolei holenderskich przez niemieckie przedsiębiorstwo Maschinenbau Kiel (MaK) (obecnie Vossloh). W 2016 DB Cargo Polska sprowadziła do Polski 11 egzemplarzy. Docelowo spółka planuje sprowadzić do Polski do trzydziestu maszyn tego typu. 

## Inni użytkownicy
5 lokomotyw tego typu zostało zakupionych przez Eurotunnel jako lokomotywy ratunkowe.